# Elbeuf
Elbeuf [ɛlbœf] ist eine Stadt mit 15.774 Einwohnern (Stand 1. Januar 2022) im  französischen Département Seine-Maritime in der Region Normandie. Sie gehört zum Arrondissement Rouen und zum Kanton Elbeuf. Elbeuf ist die südlichste Gemeinde des Départements Seine-Maritime. Sie liegt am linken Ufer der unteren Seine am Fuß bewaldeter Hügel, 19 Kilometer südlich von Rouen.

## Geschichte

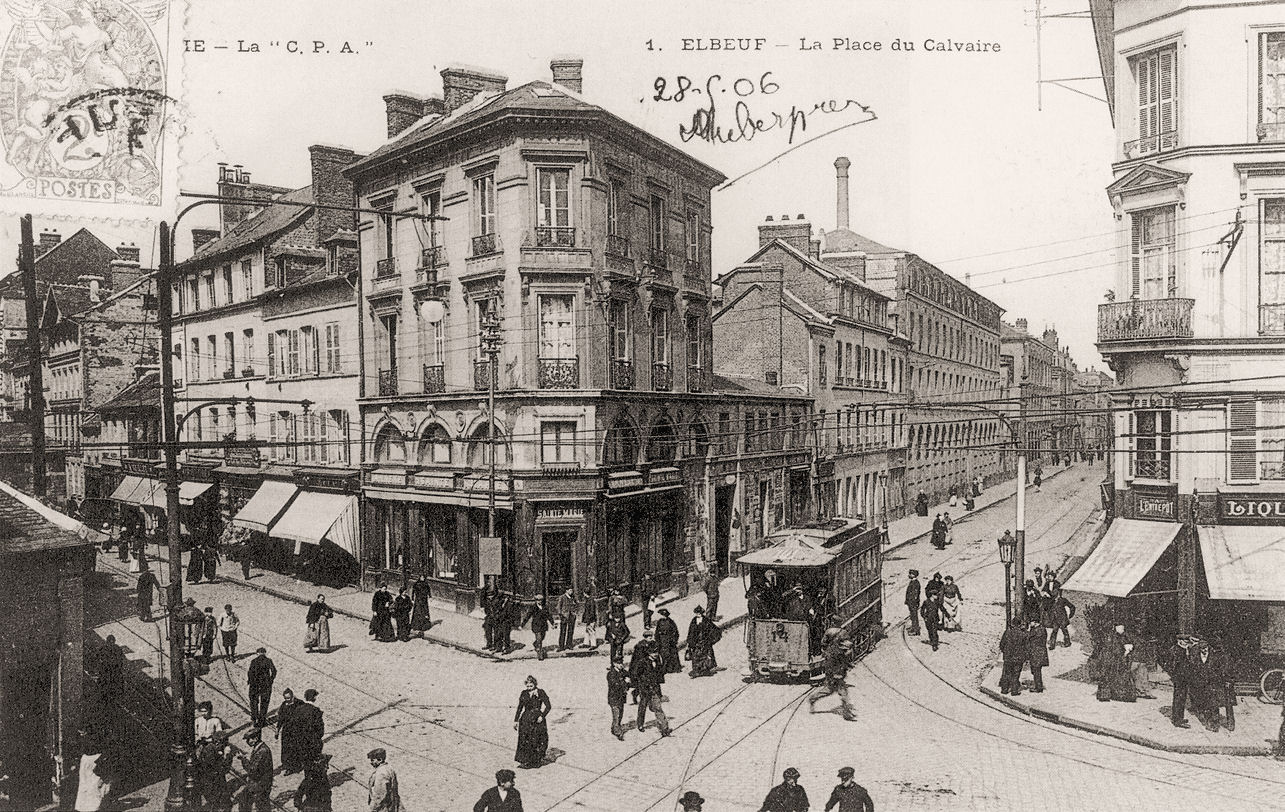
Straßenbahn an der Place du Calvaire (zwischen 1900 und 1905)

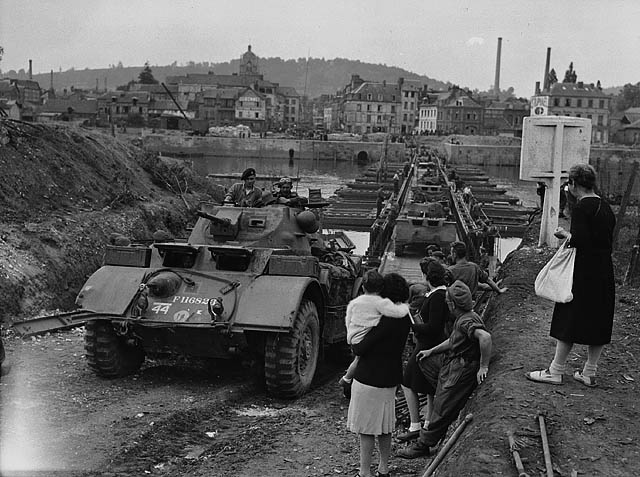
Pontonbrücke kanadischer Soldaten über die Seine vor der Kulisse von Elbeuf (28. August 1944)

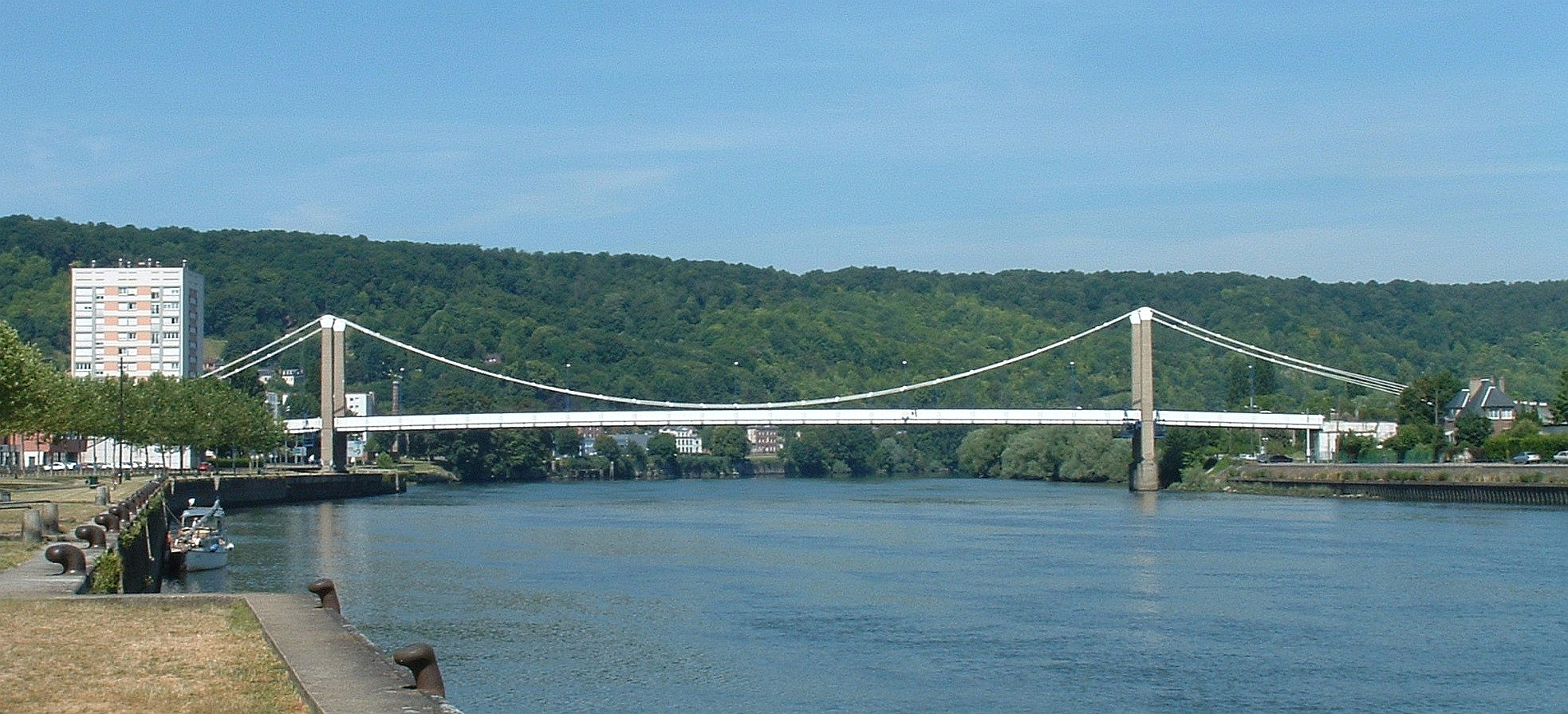
Straßenbrücke Pont Guynemer über die Seine zwischen Elbeuf und Saint-Aubin-lès-Elbeuf

Ende des 10. Jahrhunderts entwickelte sich auf dem Gebiet der heutigen Stadt eine Wikingersiedlung mit dem Namen Wellebou (aus nordgermanisch wella für ‚Wasser‘ und both für ‚Siedlung‘), wo Wikinger anfänglich nur überwinterten. Nach und nach entstand eine feste Siedlung. Durch Wegfall des /w/ vor /e/ entstand der Ortsname Elbeuf.
Seit dem 11. Jahrhundert war Elbeuf eine Seigneurie. Ab dem 13. Jahrhundert befand es sich im Besitz des Hauses Harcourt. 1338 wurde es zur Grafschaft. Während des Hundertjährigen Krieges war die Stadt für einige Zeit von den Engländern besetzt und kam danach an das Haus Lothringen. Bereits ab etwa 1514 entwickelte sich hier die Tuchherstellung. 1554 wurde René II. von Lothringen, jüngstem Sohn des Herzogs Claude von Guise, der Titel eines Marquis von Elbeuf verliehen. König Heinrich III. erhob Elbeuf für Renés Sohn Karl I. von Lothringen 1582 zum Herzogtum und zur Pairie.
1667 förderte Jean-Baptiste Colbert die Tuchmachergilde durch die Einrichtung der Manufacture Royale de draps d’Elbeuf (‚königliche Tuchmanufaktur von Elbeuf‘). Infolge der Aufhebung des Edikts von Nantes 1685 wanderten aber die meisten Tuchmacher aus, und erst nach der Französischen Revolution 1789 und seit der Trennung Belgiens von Frankreich 1814 hob sich dieses Gewerbe wieder.
Die Linie des Hauses Guise, die den Titel der Herzöge von Elbeuf führte, bestand bis 1763, worauf das Herzogtum an den Prinzen von Lambesc, Charles-Eugène de Lorraine aus der Linie Lothringen-Harcourt, überging. Dieser war der letzte Herzog von Elbeuf und starb 1825.
Im Deutsch-Französischen Krieg (1870–1871) war Elbeuf im Dezember 1870 von deutschen Truppen besetzt. Kurz vor Weihnachten zogen sich die Deutschen zurück und sprengten die Brücken über die Seine.
Nach dem Deutsch-Französischen Krieg von 1870 ließen sich etwa 4.000 Elsässer, die die deutsche Annexion ihrer Heimat ablehnten, in Elbeuf nieder. Handfeste wirtschaftliche Gründe spielten dabei eine große Rolle: Die meisten der Neubürger hatten in der Textilindustrie ihrer Heimatstadt Bischweiler gearbeitet, der nach den Zollbestimmungen des Friedens von Frankfurt der französische Markt verschlossen war.
Im Zweiten Weltkrieg erlitt Elbeuf durch die alliierte Bombardierung von 1944 schwere Schäden. Es fand ein Wiederaufbau der Stadt statt, doch die Produktion synthetischer Textilien seit den 1950er Jahren trug zum Niedergang ihrer traditionellen Tuchfabrikation bei. Dafür entwickelten sich andere Wirtschaftszweige wie chemische, elektrische und Automobilindustrie; Cléon bei Elbeuf ist der Standort eines Renault-Werks.

### Einwohnerentwicklung
| 1962   | 1968   | 1975   | 1982   | 1990   | 1999   |
| ------ | ------ | ------ | ------ | ------ | ------ |
| 18.988 | 19.407 | 19.116 | 17.224 | 16.604 | 16.666 |

Ab 1962 nur Einwohner mit Erstwohnsitz

## Verkehr

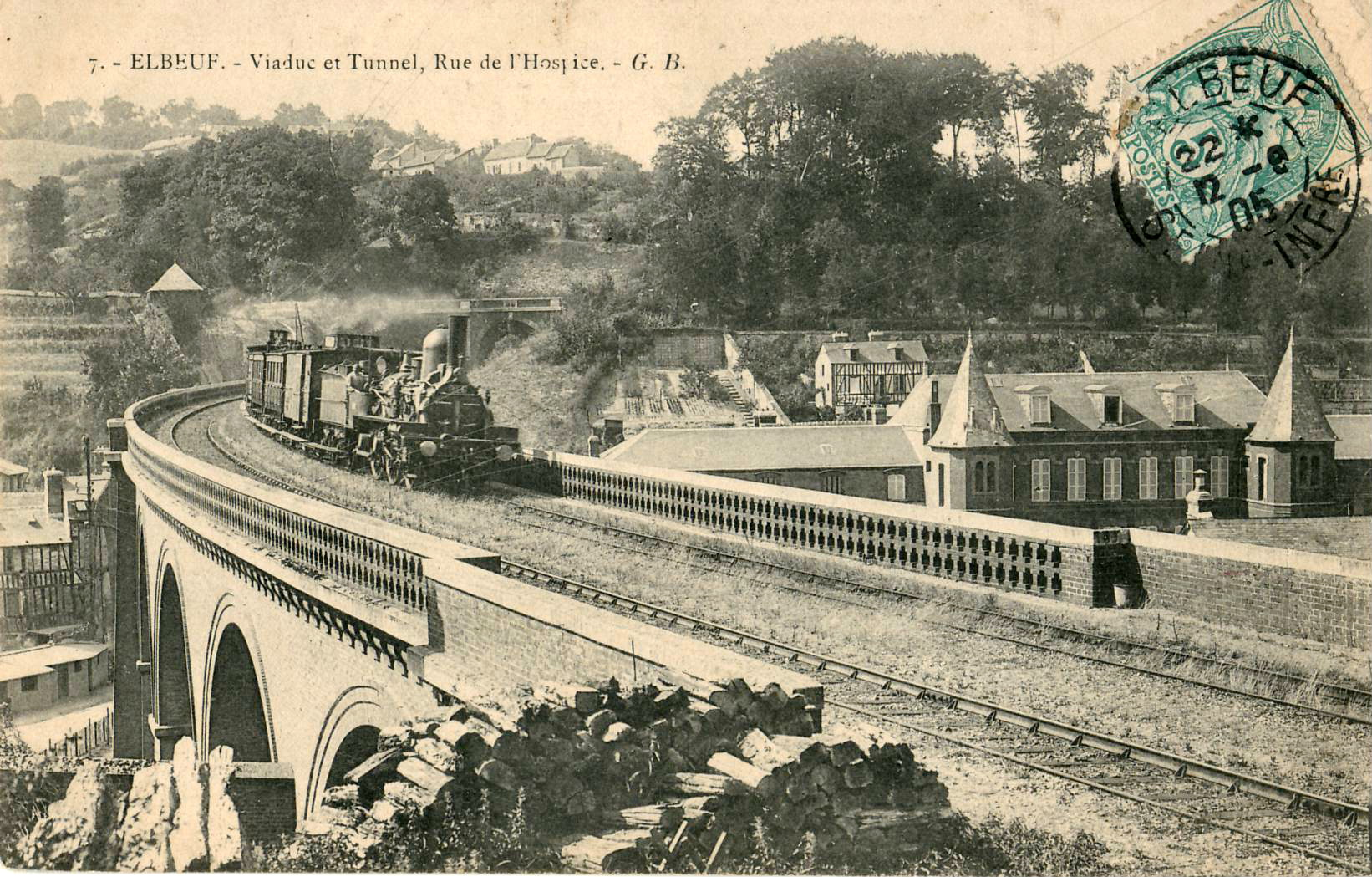
Viaduc de l’Hospice in Elbeuf der Bahnstrecke Rouen–Orléans (vor 1905)

Der Bahnhof Elbeuf - Saint-Aubin liegt jenseits der Seine in Saint-Aubin-lès-Elbeuf an der Bahnstrecke Serquigny–Oissel, er wurde am 24. Juli 1865 von der Compagnie des chemins de fer de l’Ouest eröffnet. Mit der Inbetriebnahme des Abschnitts von Caudebec-lès-Elbeuf nach Elbeuf der Bahnstrecke Rouen–Orléans erhielt der Ort am 14. Januar 1876 einen eigenen Bahnhof Elbeuf-Ville. Diese von der Compagnie du chemin de fer de Paris à Orléans (PO) betriebene Strecke wurde am 8. Januar 1883 nach Rouen verlängert und weist keinen Personenverkehr mehr auf. Elbeuf - Saint-Aubin wird aktuell von Regionalzügen des Nomad Train bedient.
Im Jahr 1898 erhielt Elbeuf eine Straßenbahn, deren Betrieb bereits 1926 eingestellt wurde.

## Sehenswürdigkeiten
- Rathausmuseum

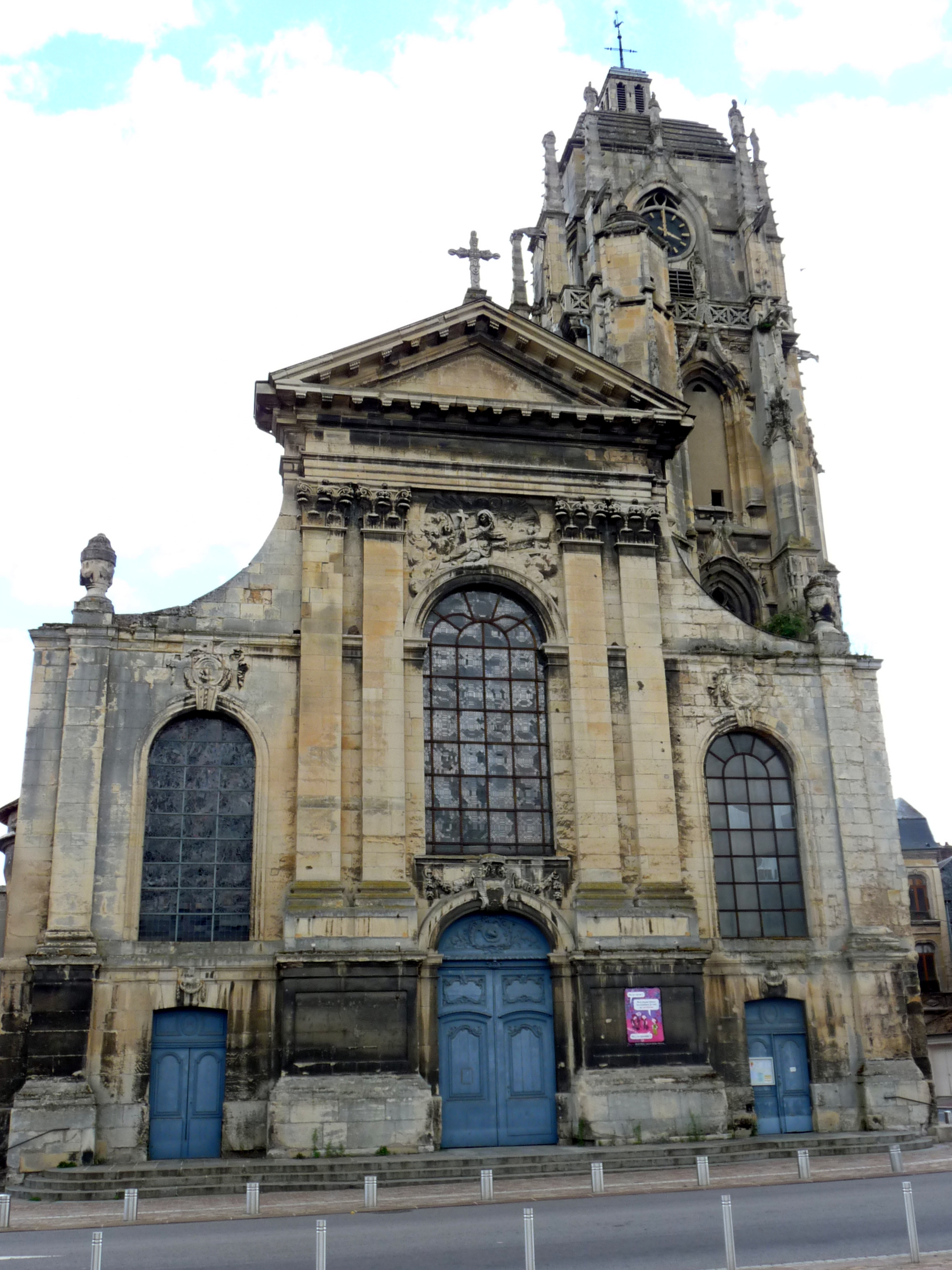
Kirche Saint-Jean

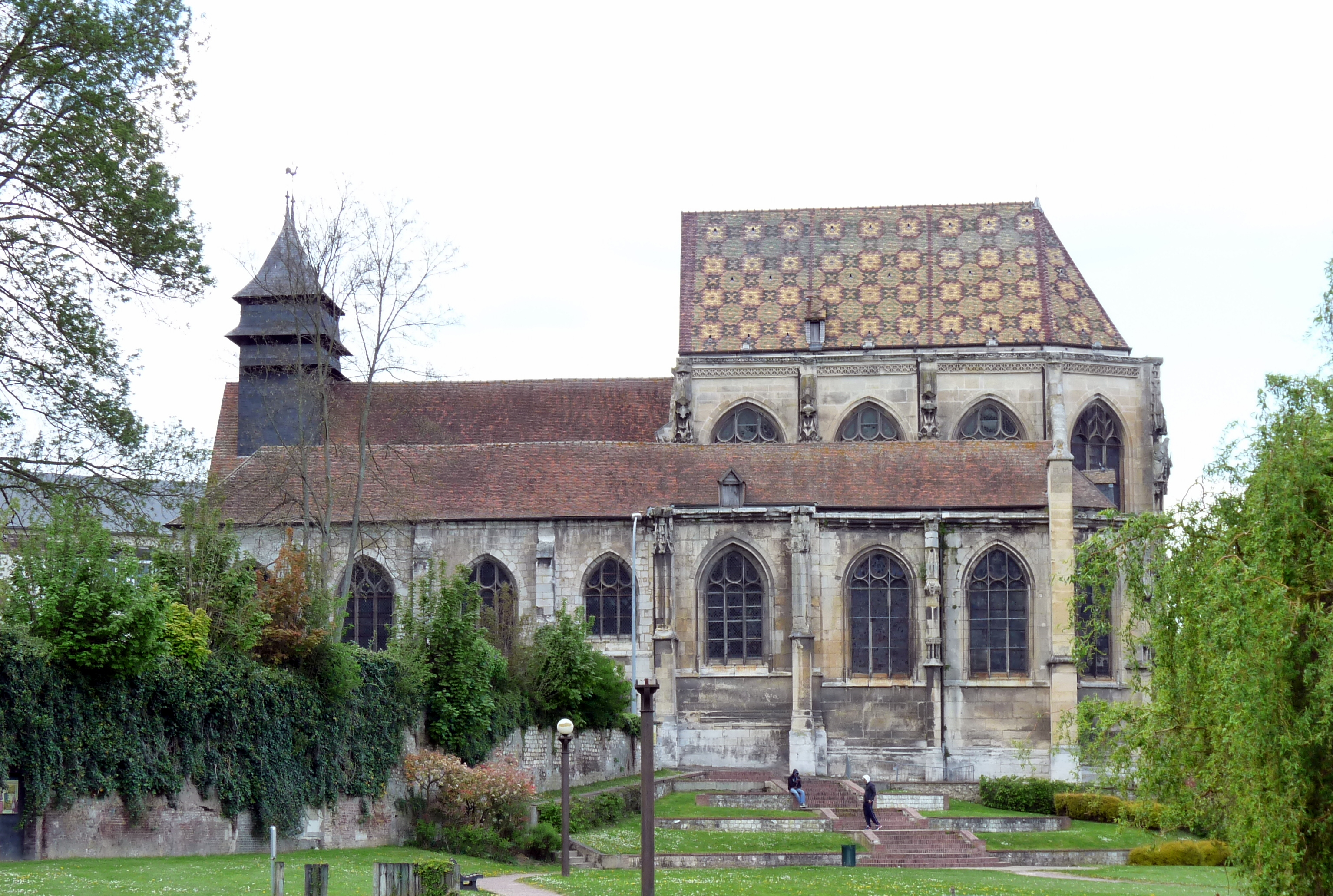
Kirche Saint-Étienne

- Kirche Saint-Jean (Monument historique 1992)
- Synagoge (Monument historique)
- Kirche Saint-Étienne (aus dem 16./17. Jahrhundert)
- Manufakturen Delarue, Clarenson und Charles Houiller

## Städtepartnerschaften
Seit Mai 2004 besteht eine Partnerschaft zwischen Elbeuf und der deutschen Stadt Lingen (Ems).

## Persönlichkeiten
In Elbeuf geboren wurden unter anderem:
- Lorris Acot, 12. Jahrhundert, Trobador
- Lucien Dautresme (1826–1892), Politiker und Komponist
- Auguste Houzeau (1829–1911), Chemiker
- Jean-Paul Haag (1842–1906), Genremaler
- Raoul Grimoin-Sanson (1860–1941), Erfinder des Cinéorama
- Albert Vaguet (1865–1943), Tenor an der Pariser Oper
- Raymond Weill (1874–1950), Ägyptologe, Hochschullehrer
- Charles Muller (1877–1914), Schriftsteller
- Daniel Kehr (1882–1948), Turner
- René Le Senne (1882–1954), Philosoph
- Auguste Castille (1883–1971), Turner
- André Maurois (1885–1967), Romancier und Mitglied der Académie française
- Georges Chauvel (1886–1962), Bildhauer
- Raylambert (Raymond Gabriel Lambert) (1889–1967), Maler und Illustrator von Schulbüchern
- Christian Argentin (1893–1955), Schauspieler
- Marianne Hardy (* 1918), Schauspielerin
- Franz-Olivier Giesbert (* 1949), Journalist, Biograph und Romancier
- Denis Morin (* 1956), Autorennfahrer
- Daniel Haquet (* 1957), Basketballspieler
- Jean-Philippe Dojwa (* 1967), Radrennfahrer
- Nicolas Pallois (* 1987), Fußballspieler